# Кьюзано-ди-Сан-Доменико
Кьюзано-ди-Сан-Доменико (итал. Chiusano di San Domenico) — коммуна в Италии, располагается в регионе Кампания, в провинции Авеллино.
Население составляет 2490 человек, плотность населения составляет 104 чел./км². Занимает площадь 24 км². Почтовый индекс — 83040. Телефонный код — 0825.
Покровителем коммуны почитается святой архангел Михаил, празднование 8 мая.